# John Janisch
John Albert Janisch (Indiana, 15 de marzo de 1920-West Branch, Míchigan 29 de agosto de 1992) fue un jugador de baloncesto estadounidense que disputó dos temporadas en la BAA y una más en la NBL. Con 1,91 metros de estatura, jugaba en la posición de escolta.

## Trayectoria deportiva

### Universidad
Jugó durante su carrera universitaria con los Crusaders de la Universidad de Valparaíso, siendo uno de los cinco únicos jugadores de dicha universidad en acceder a la NBA.

### Profesional
Comenzó su trayectoria profesional fichando en 1946 por los Detroit Falcons de la BAA, donde fue uno de los jugadores más destacados en la única temporada de existencia del equipo, promediando 11,6 puntos por partido, sólo superado por Stan Miasek.
Tras la desaparición de la franquicia, fue elegido en un draft de dispersión por los Boston Celtics, donde únicamente llegó a jugar 3 partidos en los que anotó 3 puntos. Probó suerte entonces con los Providence Steamrollers, donde también fue cortado tras 7 partidos, acabando la temporada en los Midland Dow A.C.'s de la NBL.

#### Estadísticas en la BAA

##### Temporada regular
| Temporada | Edad | Equipo                  | Liga | P  | TIT | MIN | TC  | TCA  | %TC  | 3P | 3PA | %3P | TL  | TLA | %TL  | R.OF. | R.DEF. | REB | ASIS | ROB | TAP | PER | FP  | PTS  |
| 1946-47   | 26   | Detroit Falcons         | BAA  | 60 |     |     | 4.7 | 16.4 | .288 |    |     |     | 2.2 | 3.3 | .662 |       |        |     | 0.8  |     |     |     | 2.2 | 11.6 |
| 1947-48   | 27   | TOTAL                   | BAA  | 10 |     |     | 1.4 | 5.0  | .280 |    |     |     | 0.9 | 1.6 | .563 |       |        |     | 0.2  |     |     |     | 0.5 | 3.7  |
| 1947-48   | 27   | Boston Celtics          | BAA  | 3  |     |     | 0.3 | 2.3  | .143 |    |     |     | 0.3 | 0.7 | .500 |       |        |     | 0.0  |     |     |     | 1.0 | 1.0  |
| 1947-48   | 27   | Providence Steamrollers | BAA  | 7  |     |     | 1.9 | 6.1  | .302 |    |     |     | 1.1 | 2.0 | .571 |       |        |     | 0.3  |     |     |     | 0.3 | 4.9  |
| Total     |      |                         | BAA  | 70 |     |     | 4.2 | 14.8 | .288 |    |     |     | 2.0 | 3.1 | .654 |       |        |     | 0.7  |     |     |     | 2.0 | 10.5 |